# 이천세
이천세(李千世, 1967년 2월 2일 - )는 대한민국의  법조인이다. 1990년 제32회 사법시험에 합격하여 서울지방검찰청 북부지청에 검사로 첫 부임했으며, 삼성 에버랜드 전환사채 저가 배정 사건의 주임검사로  2004년 2월 25일부터 2004년 6월 15일까지 수사를 맡았다. 2007년 기준으로 인천지검 부장검사로 통일부에 파견되어 근무하고 있다.

## 참고 자료
- “이천세”. 엠파스 인물검색. 2007년 11월 10일에 확인함.